# Hermann Lange (Domdechant)
Hermann Lange (* 19. Dezember 1880 auf See bei Kap Finisterre, Spanien; † 1942 in Osnabrück) war ein deutscher katholischer Geistlicher.

## Biografie
Lange absolvierte das Gymnasium und studierte katholische Theologie an der Universität Münster, der Universität Freiburg und der Theologischen Hochschule Fulda. 1906 wurde er in Osnabrück zum Priester geweiht.
Seine erste Stelle erhielt Lange als Kaplan an St. Marien (Bremen-Walle). 1911 wechselte er als Kaplan nach St. Johann (Bremen), wo er 1914 eine Pfarrstelle übernehmen konnte. 1917 wurde der Bremer Caritasverband gegründet und Lange übernahm Leitungsfunktionen bei der Caritas und organisierte den Zusammenschluss der karitativen Einrichtungen und Vereine der katholischen Gemeinden in Bremen. Er initiierte 1924 den Ansgarius (ab 1936 Kirchenbote), die bremische katholische Sonntagszeitung.
1925 wurde Hermann Lange an der Universität Münster mit dem Thema Geschichte der christlichen Liebestätigkeit in der Stadt Bremen im Mittelalter zum Dr. theol. promoviert. Lange war von 1928 bis 1931 Mitglied der Bremischen Bürgerschaft. Er war in der Deputation für das Wohlfahrtswesen aktiv. Lange war Mitglied der Historischen Gesellschaft Bremen und forschte im Bereich der mittelalterlichen katholischen Geschichte.
Als Domdechant wurde er 1931 von Bischof Hermann Wilhelm Berning in das Osnabrücker Domkapitel berufen.
Lange war Onkel und Vorbild des Kaplans und hingerichteten NS-Opfers Hermann Lange (1912–1943).

## Ehrungen
Die Hermann-Lange-Straße in Bremen-Obervieland wurde 2001 nach ihm benannt.

## Veröffentlichungen
- Geschichte der christlichen Liebestätigkeit in der Stadt Bremen im Mittelalter. Münster 1925.